# Landtagswahlkreis Steinfurt II
Der Landtagswahlkreis Steinfurt II ist ein Landtagswahlkreis in Nordrhein-Westfalen. Er umfasst die Gemeinden Emsdetten, Hörstel, Ladbergen, Rheine und Saerbeck im Kreis Steinfurt.
Diese Einteilung hat der Wahlkreis seit 2000 inne. Gegenüber vorheriger Wahlen verlor der Wahlkreis Greven, gewann aber Hörstel hinzu.

## 2022
Wahlberechtigt waren 110.318 Einwohner. Die Wahlbeteiligung lag bei 56,8 %.
| Direktkandidat   | Partei   | Erststimmen in % | Zweitstimmen in % |
| ---------------- | -------- | ---------------- | ----------------- |
| Andrea Stullich  | CDU      | 43,1             | 42,3              |
| Dominik Bems     | SPD      | 27,0             | 25,2              |
| Sandra Dömer     | GRÜNE    | 18,0             | 17,7              |
| Beate Harmsen    | FDP      | 4,9              | 5,1               |
| Florian Elixmann | AfD      | 4,1              | 4,1               |
| Marvin Freund    | Linke    | 2,2              | 1,8               |
| Jörg Naß         | dieBasis | 0,6              | 0,5               |
| -                | Sonstige | -                | 3,3               |

## 2017
Wahlberechtigt waren 111.079 Einwohner. Die Wahlbeteiligung lag bei 64,8 %.
| Direktkandidat       | Partei  | Erststimmen in % | Zweitstimmen in % |
| -------------------- | ------- | ---------------- | ----------------- |
| Andrea Stullich      | CDU     | 46,4             | 41,4              |
| Elisabeth Veldhues   | SPD     | 32,6             | 30,9              |
| Palitha Daniel Löher | GRÜNE   | 4,5              | 5,3               |
| Alexander Brockmeier | FDP     | 7,3              | 10,6              |
| Hauke Zühl           | Piraten | 1,2              | 0,8               |
| Leon Huesmann        | Linke   | 4,4              | 3,6               |
| Richard Wagner       | AfD     | 3,6              | 4,5               |

Neben der direkt gewählten CDU-Kandidatin Andrea Stullich, die als Nachfolgerin des bisherigen Wahlkreisabgeordneten Karl-Josef Laumann erstmals den Wahlkreis gewinnen konnte, zog zunächst kein weiterer Bewerber in den Landtag ein. Der FDP-Kandidat Alexander Brockmeier, dessen Listenplatz 29 zunächst nicht zum Mandatsgewinn ausgereicht hatte, rückte am 30. Juni 2017 für seinen zum Staatssekretär ernannten Parteifreund Dirk Wedel in den Landtag nach.

## 2012
Wahlberechtigt waren 110.150 Einwohner. Die Wahlbeteiligung lag bei 62,1 %.
| Direktkandidat     | Partei     | Erststimmen in % | Zweitstimmen in % |
| ------------------ | ---------- | ---------------- | ----------------- |
| Karl-Josef Laumann | CDU        | 45,1             | 36,3              |
| Elisabeth Veldhues | SPD        | 36,3             | 36,1              |
| Silke Friedrich    | GRÜNE      | 7,0              | 9,4               |
| René Rottmann      | Piraten    | 6,3              | 7,2               |
| Sascha Nolden      | FDP        | 3,0              | 6,5               |
| Heinz Dieter Bauer | Linke      | 2,0              | 2,1               |
| Nils Jakob Wehkamp | Die Partei | 0,4              | 0,3               |

## 2010
Wahlberechtigt waren 109.690 Einwohner. Die Wahlbeteiligung lag bei 63,8 %.
| Direktkandidat     | Partei    | Erststimmen in % | Zweitstimmen in % |
| ------------------ | --------- | ---------------- | ----------------- |
| Karl-Josef Laumann | CDU       | 50,4             | 42,6              |
| Elisabeth Veldhues | SPD       | 34,4             | 32,3              |
| Simon Hiller       | GRÜNE     | 6,5              | 10,1              |
| Heinz Bauer        | DIE LINKE | 3,9              | 4,4               |
| Alfred Holtel      | FDP       | 3,3              | 6,4               |
| Achim Müller       | Piraten   | 1,6              | 1,9               |

## 2005
Wahlberechtigt waren 97.588 Einwohner. Die Wahlbeteiligung lag bei 63,8 %.
| Direktkandidat     | Partei | Stimmen in % |
| ------------------ | ------ | ------------ |
| Josef Wilp         | CDU    | 53,5         |
| Elisabeth Veldhues | SPD    | 32,5         |
| Alfred Holtel      | FDP    | 5,2          |
| Silke Friedrich    | GRÜNE  | 4,6          |
| Manfred Spieker    | WASG   | 1,8          |
| Erwin Kemna        | NPD    | 0,8          |
| Jürgen Groß        | GRAUE  | 0,7          |
| Johann Strauß      | PDS    | 0,5          |
| Marianne Eckart    | REP    | 0,3          |

## 2000
Wahlberechtigt waren 103.638 Einwohner. Die Wahlbeteiligung lag bei 57,2 %.
| Direktkandidat     | Partei | Stimmen in % |
| ------------------ | ------ | ------------ |
| Josef Wilp         | CDU    | 46,0         |
| Elisabeth Veldhues | SPD    | 38,8         |
| Alfred Holtel      | FDP    | 8,4          |
| Peter Masloch      | GRÜNE  | 5,3          |